# گیرای آلتینوک
گیرای آلتینوک (انگلیسی: Giray Altınok؛ زادهٔ ۱۱ دسامبر ۱۹۸۳) بازیگر، فیلم‌نامه‌نویس اهل ترکیه است. وی از سال ۲۰۱۱ میلادی تاکنون مشغول فعالیت بوده است.